# We Are Not Your Kind
A We Are Not Your Kind az amerikai Slipknot együttes hatodik nagylemeze. Az album címe egy különálló kislemez szövegéből (All Out Life) származik.

## Az album dalai
1. Insert Coin
2. Unsainted
3. Birth of the Cruel
4. Death Because of Death
5. Nero Forte
6. Critical Darling
7. A Liar's Funeral
8. Red Flag
9. What's Next
10. Spiders
11. Orphan
12. My Pain
13. Not Long for This World
14. Solway Firth

## Fordítás
- Ez a szócikk részben vagy egészben  a   We Are Not Your Kind című német Wikipédia-szócikk fordításán alapul.  Az eredeti cikk szerkesztőit annak laptörténete sorolja fel. Ez a jelzés csupán a megfogalmazás eredetét és a szerzői jogokat jelzi, nem szolgál a cikkben szereplő információk forrásmegjelöléseként.